# Ivan Kurz

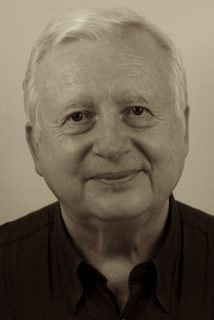
Ivan Kurz 2012

Ivan Kurz (* 29. November 1947 in Prag) ist ein tschechischer Komponist und Musikpädagoge.
Kurz studierte von 1966 bis 1971 an der Akademie der musischen Künste in Prag bei Emil Hlobil, danach promovierte er bei Václav Dobiáš. Von 1971 bis 1975 war er Musikredakteur beim tschechischen Fernsehen. Ab 1977 unterrichtete er an der Akademie der musischen Künste und war dort ab 1990 Prodekan, von 1997 bis 2000 Dekan der Musikfakultät. Von 1996 bis 2005 war er Professor für Komposition. Zu seinen Schülern zählen Vladimír Wimmer, Robert Hejnar, Michael Keprt und Michal Rataj.
Kurz komponierte Orchesterwerke, Kammermusik, mehrere Oratorien und ein Opern-Melodram, zudem auch mehrere Schauspiel- und Filmmusiken. Er erhielt 1974 den Ersten Preis beim Kompositionswettbewerb Generace und 1975 den Preis des Kultusministeriums des Tschechischen Republik. 1980 und 1989 wurde er mit dem Preis der Union tschechischer Komponisten und Konzertkünstler ausgezeichnet, 1990 mit dem Preis des Tschechischen Musikfonds.

## Werke
- Orchesterwerke
  - Skladby für Orchester
  - Symfonie č. 1 für großes Orchester, 1973
  - Concertino für Klavier, Flöte, Schlagzeug und Streichorchester, 1974
  - Letní muzika, Suite für Streichorchester, 1975
  - Symfonie č. 2 für großes Orchester, 1977
  - Nakloněná rovina für Sinfonieorchester, 1979
  - Vzlínání für Sinfonieorchester, 1981
  - Podobenství für Sinfonieorchester, 1983
  - Symfonie č. 3 für großes Orchester, 1986
  - Bláznovská zvěst für Sinfonieorchester, 1987
  - K Tobě jdu für Sinfonieorchester, 1988
  - Advent, Fantasie für Orgel, Cembalo, Kinderchor, Streichorchester und Sprecher nach Bibeltexten, 1991
  - Zpověď, Konzert für Fagott und Sinfonieorchester, 1991
  - Slavnostní fanfára zum 50. Jahrestag der Musikakademie, 1996
  - Ave Maria für Sopran und Orchester, 2001
  - Missa Bohemica für Kinderchor und Kammerorchester, 2001
- Kammermusik
  - Pětilístek, Klaviersuite, 1973
  - Sonáta č. 1 für Violine und Klavier, 1975
  - Sonáta für Klavier, 1976
  - Vitamíny, Trio für Violine, Viola und Cello, 1977
  - Létající koberec, Zyklus für Kinderchor mit Blockflöte, Violine, Viola und Cello nach Texten von Jan Vodňanský, 1978
  - Notokruh, Streichquartett, 1979
  - Žalm, Sextett für Flöte, Violine, Viola, Oboe, Cello und Alt, 1981
  - Dotyk, Klaviertrio, 1982
  - Máte mátu?, Etüden für Kinderchor a cappella nach Texten von Václav Fischer, 1982
  - Stíny, vier Sätze für Gitarre, 1983
  - Dvě „já“, Duo für zwei Geigen, 1984
  - Litanie für Orgel und Schlagzeug, 1984
  - Očekávání, Duo für Horn und Klavier, 1984
  - Chvalopění, sonáta č. 2 für Violine und Klavier, 1985
  - Moravské rozjímání, vier Lieder fürvgemischten Kammerchor, zwei Violinen, Cello, Bonga und Triangel, 1985
  - Krásná je modrá obloha, sechs Lieder für einstimmigen Kinderchor und Klavier, 1986
  - Pokušení, Quintett für Flöte, Klarinette, Klavier, Kontrabass und Schlagzeug, 1988
  - Ranní modlitby, Suite für Bratsche solo, 1988
  - Sonatina für Klavier, 1988
  - Prosby für zwei Kinderchöre a cappella, 1994
  - Sólo pro pana Dulciana für Fagott solo, 1995
  - Trio giocoso für Klarinette, Violine und Klavier, 1997
  - Sen, Trio für Bambusvioline, -viola und -cello, 1998
  - Šípkové růže, Streichquartett, 1999
  - Stabat mater für Kinderchor und Streichquartett, 2000
  - Oscilace, Meditation für Orgel, 2001
  - Veni, Sancte Spiritus für Kinderchor und Streichquartett, 2001
  - Te Deum für Kinderchor, gemischten Chor und Orgel, 2002
- Elektroakustische Werke
  - Pět elektronických etud, 1975
  - Pět konkrétních etud, 1975
  - Elektroakustická suita, 1976
  - Reverie, 1982
- Musikdrama
  - Večerní shromáždění, Opern-Melodram nach dem autobiographischen Roman von Joni Eareckson, 1989–90
- Oratorien
  - Fatima stále aktuální, Oratorium für Solisten gemischten Chor, Sprecher und Sinfonieorchester, 1992
  - Maria vykládá Apokalypsu, Oratorium für Solisten, gemischten Chor, Sprecher und Sinfonieorchester, 1993
  - Veliká očista, Oratorium für Solisten, gemischten Chor, Sprecher und Sinfonieorchester, 1995
  - Naděje, Oratorium für Solisten, Chor, Sprecher und Orchester, 1996